# Iztok Podbregar
Iztok Podbregar [íztok podbrégar], slovenski general, vojaški pilot, znanstvenik in politik, * 14. avgust 1962, Ljubljana.
Podbregar je nekdanji načelnik Generalštaba Slovenske vojske in direktor Slovenske obveščevalno-varnostne agencije. Trenutno je predavatelj na več fakultetah Univerze v Mariboru in občinski svetnik Občine Postojna.

## Življenje

### Zgodnja kariera
Zaključni izpit je leta 1981 naredil na tedanji Splošnji srednji vojaški šoli Franc Rozman Stane (SSVŠ-FRS) v 7. generaciji (klasi) v Ljubljani. Bil je eden od 332 dijakov, ki se je s te šole vpisalo v vojaške akademije. Leta 1985 je končal šolanje na Letalski vojaški akademiji JLA z diplomsko nalogo Rad trupnog starješine na protivobaveštajnoj zaštiti in postal pilot nadzvočnih lovskih letal s činom letalskega podporočnika. Pred slovensko osamosvojitveno vojno je marca 1991 zapustil JLA in se pridružil TO RS.
Med slovensko osamosvojitveno vojno ni sodeloval v bojih, saj ga Teritorialna obramba Republike Slovenije ni mogla uporabiti zaradi izobrazbe (pilot nadzvočnih letal). Istega leta (1991) pa je bil vpoklican v TO RS in bil postavljen na položaj načelnika Odseka za letalstvo v Republiškem štabu TO RS, kar je bil vse do leta 1995. Na začetku mandata TO RS ni imela niti enega bojnega letala, tako je bil v tem opravljen nakup Pilatusov PC-9; v tem času je postal tudi mednarodni inšpektor za nadzor oborožitve v okviru OVSE.
Leta 1995 je bil imenovan za namestnika načelnika Generalštaba Slovenske vojske, kar je bil vse do leta 1998. V tem času (1995–97) je opravil še magisterij na Fakulteti za organizacijske vede v Kranju z magistrsko nalogo Razvoj kadrov stalne sestave Slovenske vojske.(COBISS)

### Načelnik GŠSV
9. aprila 1998 je bil na predlog obrambnega ministra Alojza Krapeža imenovan za načelnika Generalštaba Slovenske vojske (GŠSV). Podbregar, ki je bil v času imenovanja polkovnik, je bil nato še isti mesec povišan v brigadirja in naslednje leto (kot drugi častnik v zgodovini Slovenske vojske) še v čin generalpodpolkovnika.
V času načelovanja je ustanovil Center za vojaško-zgodovinsko dejavnost Slovenske vojske, Verifikacijski center Slovenske vojske, Bilten Slovenske vojske,... Hkrati pa je bila Slovenska vojska tudi organizacijsko posodobljena, saj je bilo ukinjenih sedem pokrajinskih štabov SV in ustanovljena tri operativna poveljstva SV. V tem času je opravil doktorat (1997–2000) na Fakulteti za organizacijske vede v Kranju z doktorsko disertacijo Interoperabilnost kadrov manjših držav v mirovnih operacijah.(COBISS)

### Državni funkcionar
Po koncu aktivne vojaške službe je bil državni sekretar na MORS v času šeste vlade (1. marec–31. avgust 2001). V tem času je bil tudi član vladne delovne skupine, ki je priporočila nakup letala Falcon.
Nato je bil ministrski svetnik za obrambo v Uradu predsednika vlade Republike Slovenije (2001–02), nakar je 1. junija 2002 prevzel položaj direktorja Slovenske obveščevalno-varnostne agencije. Na lastno prošnjo ga je vlada 22. septembra 2006 razrešila s položaja direktorja Sove.). Leta 2007 je takratni predsednik Vlade Republike Slovenije Tone Rop razkril, da je leta 2004 Sova prisluškovala pogovorom tedanje vodje opozicije Janeza Janše s hrvaškim premierom Ivom Sanadarjem. Podbregar je glede tega izjavil, da je v času njegovega mandata Sova delovala zakonito. Istega leta (2007) je bilo razkrito, da je Sova iz črnega fonda leta 2005 plačala potne stroške za indijskega alternativnega zdravilca Sardeshmukha Sadananda, ki je prišel v Sloveniji zdravit takratnega predsednika Slovenije Janeza Drnovška in da je Sova financirala 10,9 milijona SIT zasebnemu podjetju, ki ga je ustanovil Bojan Bratuša; slednjega je Sova odpustila s položaja vodje oddelka za spremljanje telefonske komunikacije (oddelek za prisluškovanje telefonskim pogovorom), ko so ugotovili, da ima ponarejeno diplomo. Aprila 2010 pa je Državni zbor Republike Slovenije ugotovil, da je »ozka skupina znotraj Sove vzpostavila vzporeden sistem delovanja mimo veljavnih pravil in predpisov, ki je svoj vrhunec doživel v času dr. Iztoka Podbregarja, ko je Sova v enem delu delovala kot politična policija (nezakonito posredovanje tajnih informacij, nezakonita izplačila, tajno sledenje komunikacij mimo zakona ...)«.
V nadaljevanju kariere je bil nacionalni koordinator za boj proti terorizmu (2004–2006) in svetovalec predsednika Republike Slovenije za nacionalno varnost (2006).

### Profesor in politik
Leta 2006 pa je pričel z akademsko kariero. Trenutno ima naziv rednega profesorja na Univerzi v Mariboru za področje organizacije in managementa, kjer je profesor za Krizni management na Fakulteti za organizacijske vede v Kranju in vodja Katedre za vojaško logistiko na Fakulteti za logistiko v Celju. O svojem delu s študenti je leta 2007 izjavil: 
Študente je treba razumeti. Treba se jim je prilagoditi. Približati tako, da je znanje praktično. Nekateri profesorji se držijo vrtičkov, starih modelov, ki so neuporabni. Ljudem je treba dati, kar bodo v življenju potrebovali. Mora obstajati jasna povezava z realnostjo.
Na lokalnih volitvah leta 2010 je bil nosilec liste LDS v Občini Postojna; prejel je 962 glasov (14,85 %) in osvojil tretje mesto (že v prvem krogu je bil izvoljen Jernej Verbič). Postal pa je član Občinskega sveta Občine Postojna.
V letu 2012 je tri mesece vodil LDS, nato pa je odstopil iz osebnih razlogov.
Od avgusta 2013 je član uprave Aerodroma Ljubljana. Ta infrastrukturna družba je bila zelo zgodaj privatizirana, vodilna mesta v njej pa so vedno zasedali bivši vplivni člani varnostnih in obveščevalnih služb, na primer Vinko Može in Zmago Skobir.

## Pregled kariere

### Napredovanja
JLA
- podporočnik: 1985

TO RS/SV
- major: 18. junij 1993
- brigadir: 28. april 1998
- generalpodpolkovnik: 1999[24]

### Odlikovanja in priznanja
- srebrna medalja generala Maistra: 1993[25]
- zlata medalja Slovenske vojske: 1996[25]
- vitez reda legije časti: junij 1999[26]
- zlata medalja generala Maistra: 24. oktober 2000[25]
- zlati red za zasluge Republike Slovenije: november 2006; »za izjemne zasluge pri razvoju vojaške obrambe države in Slovenske vojske ter uveljavljanju obveščevalnovarnostnega sistema države na področju preprečevanja nadnacionalnih groženj v Republiki Sloveniji in v okviru mednarodnih varnostnih povezav, na vojaškem oziroma varnostnem področju«[27]

Je častni član Združenja za letalsko in vesoljsko medicino Slovenije in član mednarodnega Raziskovalnega inštituta za evropske in ameriške študije.

### Akademski nazivi
- asistent: ?
- docent: ?
- izredni profesor: ?
- redni profesor za predmetno področje »vodenje in upravljanje varnostnih organizacij«: 25. januar 2011[29]

Leta 2007 je bil najboljše ocenjen visokošolski predavatelj (med 1224 predavatelji) v Sloveniji.